# 賽阿西拉山
賽阿西拉山（英語：Thyasira Hill），是南極洲的山峰，位於葛拉漢地的詹姆斯羅斯島，海拔高度約60米，在1995年由英國南極洲名稱諮詢委員會命名，現時由南極條約體系管理。